# Ławki (Wilczęta)
Ławki  (deutsch Lauck) ist ein Dorf der Landgemeinde Wilczęta (Deutschendorf) im Powiat Braniewski (Braunsberger Kreis) der polnischen Woiwodschaft Ermland-Masuren.

## Geographische Lage
Die Ortschaft liegt im ehemaligen Ostpreußen, im historischen Oberland,  etwa sieben Kilometer nördlich von Wilczęta (Deutschendorf), zwölf Kilometer östlich von Młynary (Mühlhausen), 19 Kilometer südlich von Braniewo (Braunsberg), und 63 Kilometer nordöstlich von Olsztyn (Allenstein).
Östlich des Dorfs fließt die Passarge (Pasłęka).

## Geschichte

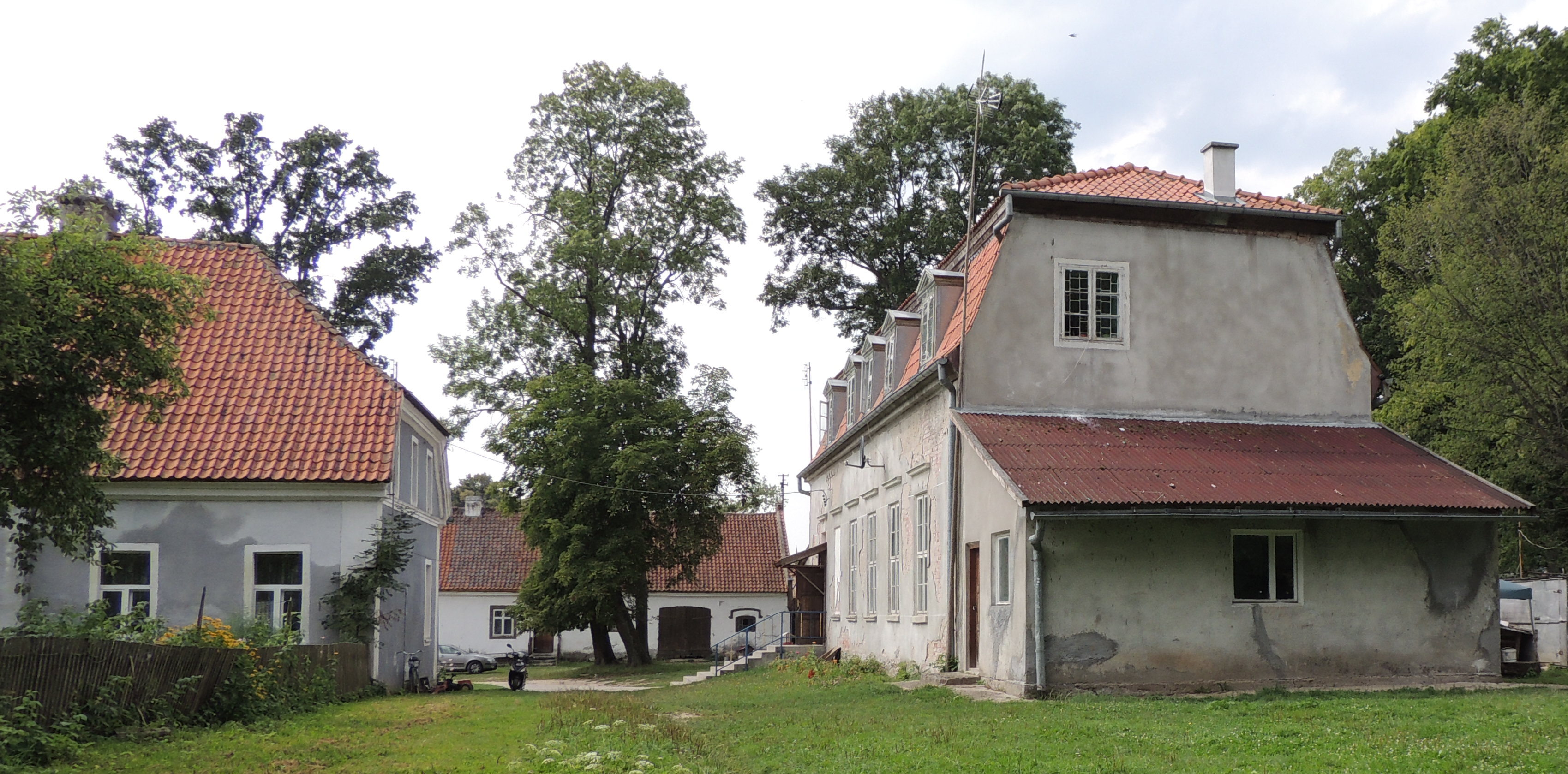
Ehemaliges Gutshaus Lauck (2013)

Lauck, Kirchdorf, südsüdwestlich von Königsberg, nordnordöstlich der Stadt Preußisch Holland und südlich der Stadt Braunsberg, auf einer Landkarte von 1910

Im Deutschordensstaat zählte Lauk im 14. Jahrhundert zu den deutschen Lehngütern im Kammeramt Burdein oder Bordehnen. In der Handfeste vom 25. Juni 1376 heißt die Ortschaft Laucke. Das Kammeramt wurde von der Burg Burdein aus verwaltet, deren genauer Standort in der Neuzeit nicht mehr bestimmt werden konnte.
Die Ortschaft Lauck gehörte zu den Besitzungen der Familie der Herren von Donaw oder Dohna, die Peter von Dohna (1482 oder 1483–1553) und dessen Bruder Anselm von ihrem Vater ererbt hatten. Von Peter von Dohna ist bekannt, dass er, nachdem er auf dem Rückweg vom Wallfahrtsort Santiago de Compostela in Wittenberg Predigten Luthers gehört hatte, sich fortan für den Protestantismus einsetzte. Nach der Wahl des Markgrafen Albrecht von Brandenburg zum Hochmeister nahm Peter am Reiterkrieg des Ordens gegen Polen teil.
In einer am 3. November 1522 seinem Rat Peter von „Dhona“, Ordenshauptmann auf Mühlhausen, beurkundeten Entschädigungszusage bezeichnet Hochmeister Albrecht von Brandenburg die Dörfer Herrendorf, Ebersbach, Lauck und Hermersdorf als dessen alte Güter, die er ihm wieder verleihen wolle, wenn sie wieder unter den Orden kämen. Die Güter kamen 1527 erst wieder in seine Hände. Ihn überlebten acht Söhne und eine Tochter. Ein Jahr vor seinem Tod, 1552, verfasste er handschriftlich ein an seine Nachkommen gerichtetes Memorandum, in dem er seinen Besitzstand umriss. Unter den zwölf Gütern, die er darin sein eigen nennt, befand sich auch Lauck.
Als Peter von Dohna verstorben war, übernahm dessen ältester Sohn, Achatius I. von Dohna (1533–1601), im Alter von noch nicht ganz 20 Jahren die Verwaltung sämtlicher Dohnaschen Güter. Seine Brüder folgten im Erwachsenenalter anderen Lebensberufen und überließen Achatius die Administration vollständig, und im 16. Jahrhundert hielt sich keiner mehr von ihnen dauerhaft in der preußischen Heimat auf.
Achatius, der 1556 Rat des Markgrafen Albrecht, Herzogs von Preußen, geworden war, ließ sich ab 1589 dauerhaft in Schlobitten nieder. Von seinen sämtlichen Brüdern war er der einzige, der Nachkommen hatte, so dass nach seinem Tod sämtliche Familien-Güter an seine Söhne fielen. Zu diesem Güterkomplex, dem sogenannten Lauck-Reichertswalder Erbanteil, gehörten: 1) Reichertswalde, 2) Goldbach, 3) Silberbach, 4) Inrücken, 5) Schwöllmen und Globneinen, Gemitten, Lumpe, Schönborn und Peiskam, 6) Liebenaus, 7) Stubnitt, 8) Ganshorn und Nadern (Amt Hohenstein), 9) Lauck, 10) Ebersbach, 11) Sepoten, 12) Kagenau, 13) acht Huben Holzungen am Oberteich (dem späteren Lipperode), 14) vier Huben Bauholz aus Groß Scharnitten und 15) ein Anteil an Morungenschen und Wendenschen Kapitalien. Nachdem Fabian III. Graf von Dohna 1668 und Friedrich III. Graf von Dohna (ohne Nachkommen) 1688 verstorben waren, kam der Gesamtbesitz an den einzigen Sohn von Fabian III., Christoph Friedrich Graf von Dohna. Durch eine vom Landesherrn bestätigte Urkunde vom 24. Juli 1731 bildete dieser daraus zwei Fideikommiss-Stiftungen: Lauck und Reichertswalde. Zum Fideikommiss Lauck wurden geschlagen: 1) Lauck, 2) Ebersbach, 3) Kagenau, 4) Sepoten, 5) das Vorwerk Lipperode und 6) vier Hufen Bauholz in Groß Scharnitten. Im Jahr 1751 wurde ein Mitglieder-Verzeichnis des Familienzweigs Dohna-Lauck veröffentlicht.
Im Jahr 1785 wird Lauck als ein adliges Vorwerk und Dorf mit einem gräflichen Schloss und 33 Feuerstellen (Haushaltungen) beschrieben, das sich im Besitz des Grafen zu Dohna-Lauck befindet und dessen Kirche die Mutterkirche von Ebersbach ist.
König Friedrich Wilhelm IV. erhob bei der Erbhuldigung zu Königsberg am 10. September 1840 die Majorate Schlobitten, Lauck, Reichertswalde und Schlodien mit Karwinden zu einer Grafschaft Dohna. In Lauck befand sich das Gesamt-Patrimonialgericht für die Dohnaschen Häuser Schlodien, Schlobitten und Lauck.
Die Gemarkung des Ritterguts Lauck hatte im Jahr 1920 einen Flächeninhalt von 1339 ha; davon waren 653 ha Ackerland und Gärten, 92 ha Wiesen, 39 ha Weiden, 514 ha Holzungen,
20 ha Hofraum etc. und 20 ha Gewässer. Das Gut befand sich zu diesem Zeitpunkt im Besitz von Friedrich Burggraf und Graf zu Dohna-Lauck in Reichertswalde, Kreis Mohrungen, der es an den Hauptmann d. R. a. D. Max Worcewski verpachtet hatte.
Im Jahr 1945 gehörte Lauck zum Landkreis Preußisch Holland im Regierungsbezirk Königsberg im Gau Ostpreußen des Deutschen Reichs. Lauck war Sitz des Amtsbezirks Lauck.
Im Frühjahr 1945 wurde die Region um Lauck von der Roten Armee besetzt. Anschließend wurde die südliche Hälfte Ostpreußens mit Lauck von der Sowjetunion besatzungsrechtlich dem Regime der Volksrepublik Polen zur Verwaltung überlassen, eine Maßnahme, die auch nach dem Potsdamer Abkommen im Sommer 1945 beibehalten wurde. Der Ortsname Lauck wurde zu Ławki polonisiert. Soweit die deutschen Einwohner nicht vor Kriegsende geflohen waren, wurden sie in der Nachkriegszeit bis 1947 von der polnischen Administration aus dem Kreisgebiet vertrieben.

### Demographie
| Jahr | Einwohner | Anmerkungen |
| ---- | --------- | --- |
| 1780 | –         | 33 Feuerstellen (Haushaltungen) |
| 1818 | 262       | [ 18 ] |
| 1858 | 576       | davon 536 Evangelische und 34 Katholiken, auf einer Fläche von 4087 Morgen, in 35 Wohngebäuden                                              |
| 1864 | 637       | am 3. Dezember, davon 158 im Gemeindebezirk und 479 im Gutsbezirk                                                                           |
| 1871 | 602       | am 1. Dezember, davon 156 im Kirchdorf (sämtlich Evangelische) und 446 auf dem Rittergut (383 Evangelische, 56 Katholiken und sieben Juden) |
| 1910 | 435       | am 1. Dezember, davon 115 im Dorf und 320 im Gutsbezirk                                                                                     |
| 1933 | 314       | [ 23 ] |
| 1939 | 402       | [ 23 ] |

### Kirchspiel bis 1945
Die Kirche von Lauck wird bereits in der Handfeste vom 25. Juni 1376 erwähnt. Vor der Reformation gehörten zu dieser Kirche als Filialen die Dörfer Naumark und Deutschendorf. Am 8. Juni 1481 wird an der Pfarrkirche zu „Lawke“ auf Präsentation des Komturs von Holland der Pfarrer Johannes angestellt.
Nach der Reformation wurde sie evangelisch. Zum evangelischen Kirchspiel Lauck gehörte die Kirche von Ebersbach als Filiale.
Um 1890 stand die Kirche in Lauck unter dem Patronat der Gutsherrschaft und wurde als rechteckiger Bau aus Ziegeln und Feldsteinen ohne Abputz beschrieben, der im Obergeschoss einen Turm aus Holz mit zwei Glocken aufweist. Der Ostgiebel hatte fünf Unterteilungen im Stil der Backsteingotik. Vorhalle und Sakristei befanden sich an der Südseite; an der Nordost-Seite war ein Grabgewölbe angebaut. Die Bauweise mit Ziegeln und Feldsteinen sowie einem hölzernen Turm war dieselbe wie die der noch existierenden ehemaligen Filialkirche in Ebersbach, nur dass letztere später einen Abputz erhalten hatte und sich ihre Sakristei an der Nordseite befindet. Im Jahr 1775 wurde eine Wetterfahne mit dem Dohnaschen Wappen angebracht. Die Orgel stammte von 1816.

Ruine der Pfarrkirche
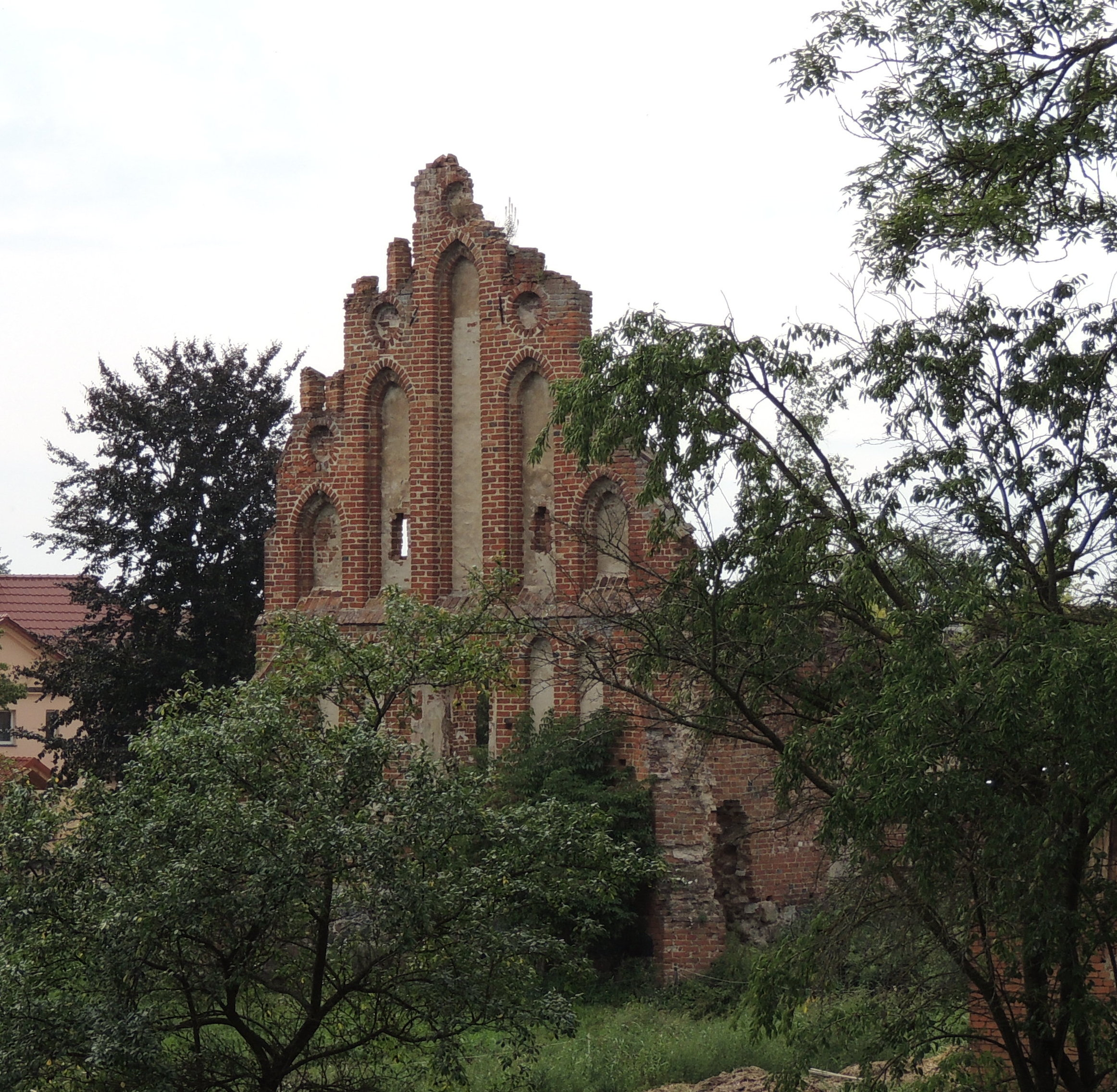
Ostgiebel (2013)
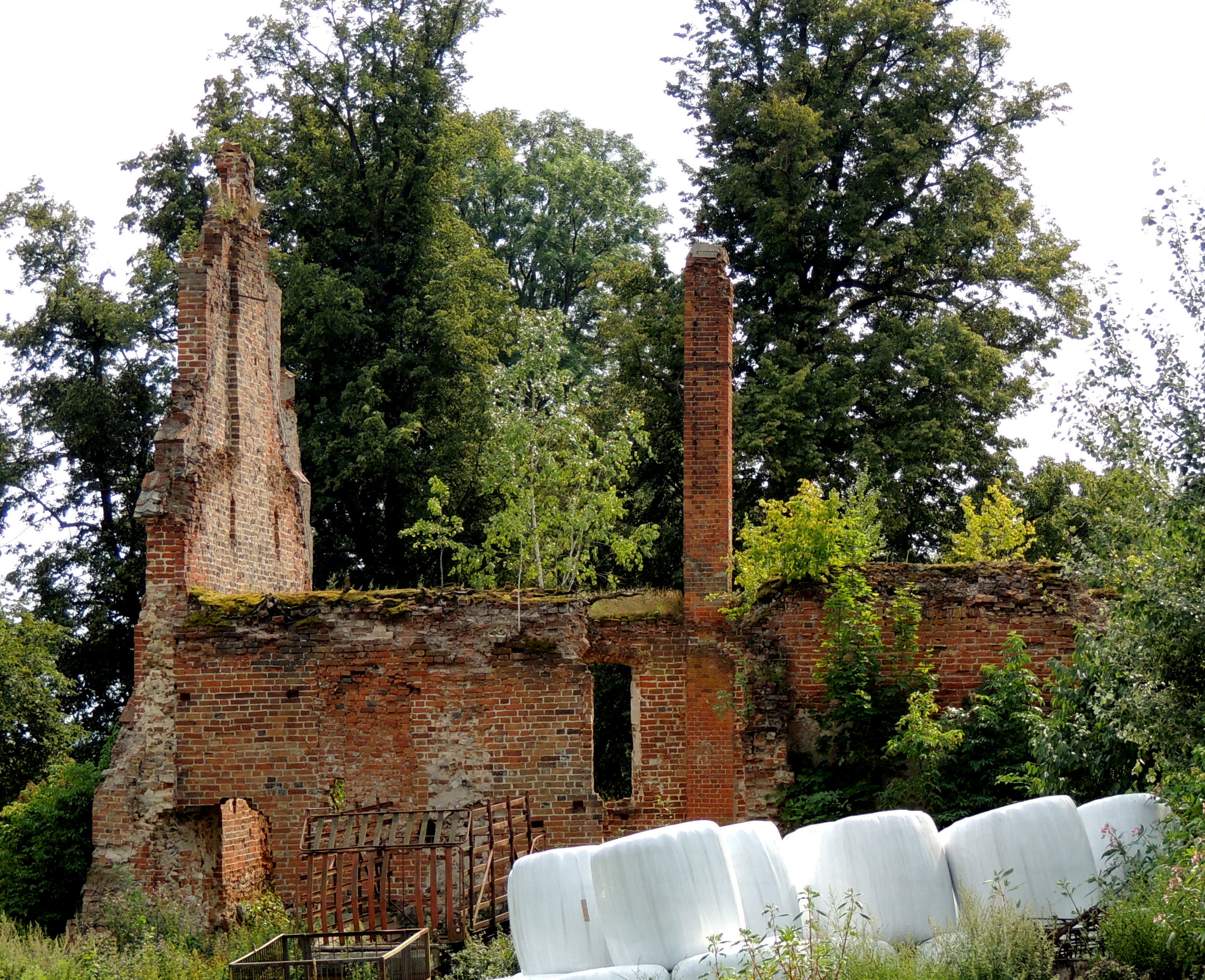
Seitenansicht (2013)
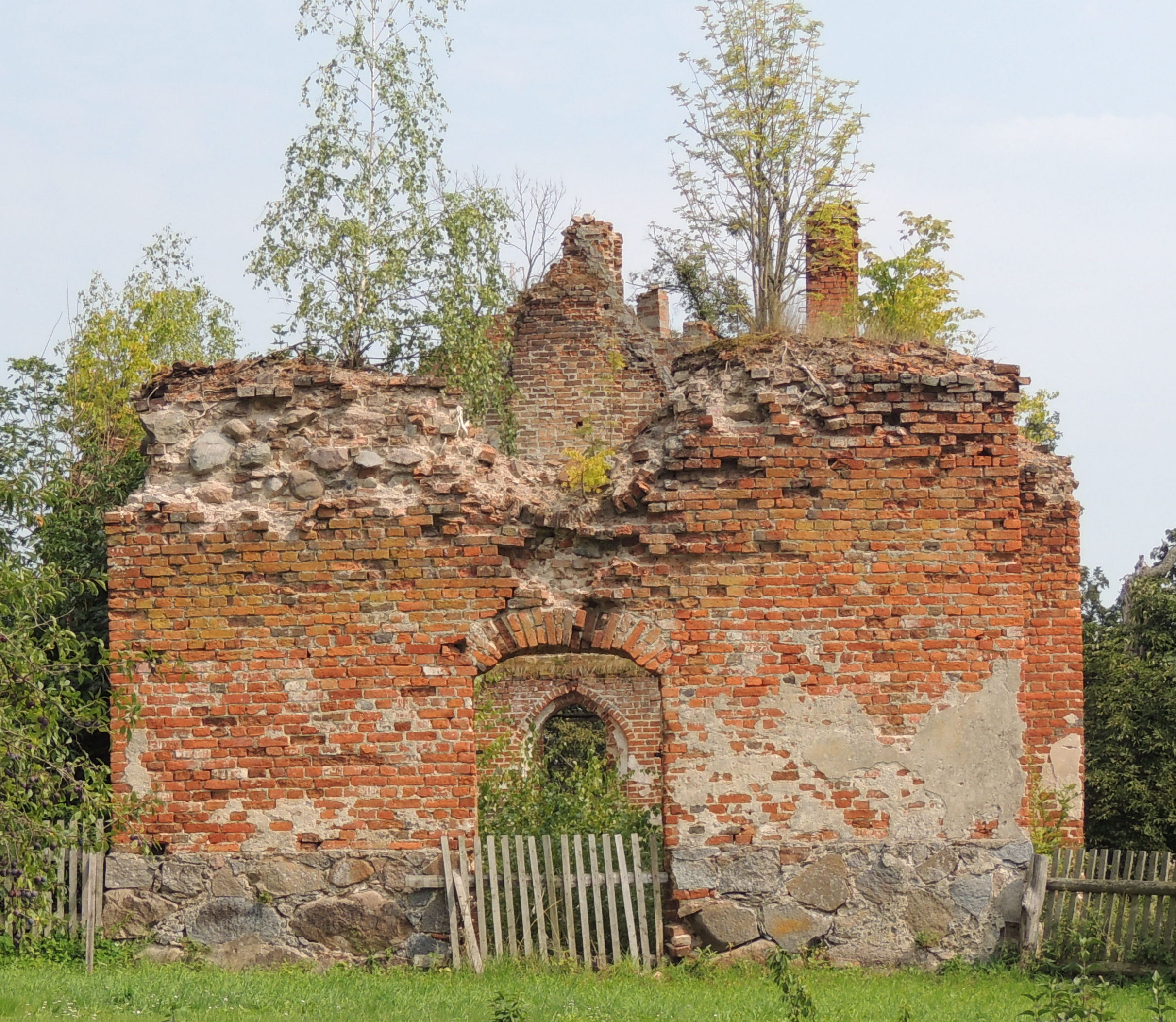
Rückseite (2013)

### Pfarrer von Lauck und Ebersbach 1540–1945
| - Caspar Elisus, 1542 - Matthäus Gisäcus, 1634, auch 1638 - Christ. Oelerus - Johann Lardehn, von Mai 1687 an, † Herbst 1726 - Johann Christian Anderson, * 8. Oktober 1698 zu Riesenburg, von 1726 an, † 9. April 1779 im Alter von 80 Jahren | - Michael Zimmermann, * 1746, von 1779 an, † 1810 - Johann Benjamin Schuchard, 1811–1832 - Ludwig George Gottlieb Tarrach, 1832–? - Heinrich Ernst Paul Holland, 1872–? (im Dezember 1897 noch im Amt) |

## Persönlichkeiten
- Carl Friedrich zu Dohna-Lauck (1799–1873), Landhofmeister in Preußen, Landtagsmarschall, Mitglied des preußischen Herrenhauses, verstarb hier
- Friedrich zu Dohna-Lauck (1844–1909), Mitglied des preußischen Herrenhauses, Fideikommissnachfolger seines 1873 verstorbenen Vaters, wurde hier geboren
- Adalbert zu Dohna-Lauck (1849–1912), Verwaltungs- und Hofbeamter, wurde hier geboren
- Feodor zu Dohna-Lauck (1877–1945), Jurist und Diplomat, wurde hier geboren